# یواس‌اس اشتابولا (ای‌او-۵۱)
یواس‌اس اشتابولا (ای‌او-۵۱) (به انگلیسی: USS Ashtabula (AO-51)) یک کشتی بود. این کشتی در سال ۱۹۴۳ ساخته شد.